# Muhamed Bešić
Muhamed Bešić (Berlin, 1992. szeptember 10. –) bosnyák válogatott labdarúgó, a szerb Spartak Subotica játékosa.

## Pályafutása

### Hamburg
Berlinben született bosnyák szülők gyermekeként, akik a délszláv háború miatt hagyták el Boszniát. Kilencéves korában a helyi Tennis Borussia Berlin csapatánál kezdte el pályafutását. Tizenhat éves koráig játszott itt, ekkor a patinás német klub, a Hamburger SV szerződtette. 2010. november 4-én meghosszabbította szerződését, egészen 2013. június 30-ig. A Bundesligában 2010. november 12-én debütált, a Borussia Dortmund ellen a 80. percben cserélték be. Először kezdőként a Borussia Mönchengladbach ellen kapott szerepet, akkor végigjátszotta a találkozót. 2012 márciusában fegyelmi vétség miatt kitették az első csapat keretéből.

### Ferencváros
A 2012–13-as szezon utolsó nyári átigazolási napján aláírt a Ferencváros csapatához. Az akkor 1+1 évre szóló szerződését 2013. július 12-én meghosszabbították 2016-ig. A Szombathelyi Haladás elleni mérkőzésen csereként debütált. 2013. május 5-én a Paksi FC ellen  - szabadrúgásból - megszerezte első gólját a Ferencváros színeiben. Csapatával a 2013-as ligakupát elhódították a Videoton FC ellen 5-1-re megnyert mérkőzésen a döntőben. Az angol Tottenham Hotspur és az Aston Villa is érdeklődést mutatott Besic esetleges szerződtetése iránt. Összesen 72 tétmérkőzésen szerepelt a csapatban és két gólt szerzett, 2020 nyarán a Ferencváros szurkolói egy internetes szavazáson a klub történetének legjobb légiósának választották.

### Everton
2014. július 28-án ötéves szerződést kötött az angol élvonalbeli Everton együttesével.
Új klubjában augusztus 30-án játszotta első tétmérkőzését a Chelsea FC elleni bajnokin.A 89. percben állt be Romelu Lukaku helyére.Pár perccel később labdát vesztett a középpályán, Diego Costa pedig beállította a végeredményt, a londoniak nyertek 6-3-ra. Kezdőként a Liverpool FC elleni városi rangadón játszott először, szeptember 29-én.A 80. percben Samuel Eto'o állt be a helyére, a mérkőzés döntetlennel ért véget(1-1). Első angliai szezonjában 23 bajnokin kapott lehetőséget. A 2016. augusztus 3-án a 2016–2017-es szezont megelőző Manchester United elleni felkészülési mérkőzésen súlyos térdsérülést szenvedett, aminek következtében kilenc hónapos kihagyásra kényszerült, és csak a szezon utolsó fordulójában, a Watford elleni bajnokin kerülhetett be ismét csapata mérkőzésre nevezett keretébe.
Ez időben a liverpooli csapat U23-as együttesével edzett, tétmérkőzést a válogatott színeiben játszott újra 2017. június 9-én, amikor csereként lépett pályára a 77. percben a görög válogatott ellen. A Premier League-ben majd tizenhat hónapos kihagyást követően a Manchester City elleni 1-1-es döntetlen alkalmával, augusztus 21-én lépett pályára újra. Ezt követően még egy bajnokin és egy kupamérkőzésen kapott szerepet, de a szezon közben érkező új menedzser, Sam Allardyce kijelentette, hogy nem számít a játékára, így távozhat a klubtól.

### Middlesbrough
2018. január 31-én az idény hátralevő részére a másodosztályú Middlesbrough vette kölcsön. Február 17-én a Cardiff City ellen mutatkozott be új csapatában. Első gólját a csapat színeiben április 21-én szerezte a Derby County elleni bajnokin.
A 2018-2019-es idényt is a csapatnál töltötte, ugyancsak kölcsönben. A bajnokság 11. fordulójában, a Ipswich Town szerezte az idénybeli első gólját. Összességében 37 bajnoki mérkőzésen lépett pályára a Championshipben, kétszer volt eredményes és öt gólpasszt adott.

### Sheffield United
A 2019-2020-as szezont megelőzően az élvonalba feljutó Sheffield United vette kölcsön egy évre. Augusztus 21-én, a Blackburn Rovers elleni Ligakupa-mérkőzésen mutatkozott be a csapatban, majd két hónappal később a Premier League-ben is bemutatkozhatott a West Ham United elleni találkozón. Első gólját a Millwall ellen szerezte, az FA-kupa negyedik fordulójában.

### Visszatérés a Ferencvároshoz
Miután folyamatos sérülése miatt a 2020–2021-es szezonban egyetlen tétmérkőzésen sem lépett pályára, és szerződése is lejárt az Evertonnál, 2021. szeptember 17-én szabadon igazolható játékosként írt alá egykori klubjához, a Ferencvároshoz, ahová hét év elteltével tért vissza. Szeptember 22-én, a Fehérvár ellen idegenben 1–0-ra megnyert bajnokin lépett újból pályára régi-új klubjában, a 85. percben csereként állt be Stjepan Lončar helyére. November 3-án, a Paks ellen 3–1-re megnyert bajnokin 50. NB I-es találkozóján lépett pályára. 2023 februárjában egy Kisvárda elleni bajnokin súlyos térdsérülést szenvedett, pályafutása során immár másodszor. Hét hónapos kihagyást követően 2023. szeptember 17-én, a Nagyecsed elleni Magyar Kupa-találkozón léphetett újra pályára. 2024 nyarán, szerződése lejártakor távozott a Ferencvárostól.

### Spartak Subotica
2025. január 11-én másfél évre szóló szerződést írt alá a szerb Spartak Subotica csapatával.

### A válogatottban
Bešić egy interjúban azt állította, hogy elutasította a Német labdarúgó-szövetség érdeklődést afelől, hogy Németország színeiben szerepeljen. A bosnyák U21-es válogatottban 2010 szeptemberében, Olaszország ellen mutatkozott be. A felnőtt válogatottban 2010. november 17-én, egy Szlovákia elleni barátságos mérkőzésen játszott először. Ezzel ő lett minden idők legfiatalabb bosnyák válogatott futballistája. Bešić Miralem Pjanić rekordját döntötte meg. 2012. június 6-án megszerezte első gólját az U21-es válogatottban a San Marinó-i U21-es labdarúgó-válogatott ellen. Második válogatottbeli gólját a görög U21-es labdarúgó-válogatott ellen a 2013-as U21-es labdarúgó-Európa-bajnokság selejtezőjének csoportkörében rúgta. A 2014-es vb-n Bosnyák válogatott mind három csoportmeccsén pályára lépett és vezéregyénisége volt a vébén a csapatnak. Érdekesség, hogy kereken 20 év után lépett utoljára pályára játékos az NB1-ből

#### U21-es válogatott góljai
| #  | Időpont             | Helyszín                                                     | Ellenfél    | Gólok | Eredmény | Kiírás                                              |
| -- | ------------------- | ------------------------------------------------------------ | ----------- | ----- | -------- | --------------------------------------------------- |
| 1. | 2012. június 6.     | Asim Ferhatović Hase Stadium, Szarajevó, Bosznia-Hercegovina | San Marino  | 1–0   | 3–1      | 2013-as U21-es labdarúgó-Európa-bajnokság selejtező |
| 2. | 2012. szeptember 7. | Asim Ferhatović Hase Stadium, Szarajevó, Bosznia-Hercegovina | Görögország | 3–0   | 4–0      | 2013-as U21-es labdarúgó-Európa-bajnokság selejtező |

## Mérkőzései a bosnyák válogatottban
megjegyzés Az eredmények a bosnyák válogatott szemszögéből értendők.
| #   | Dátum                | Ellenfél         | Eredmény | Kiírás              | Esemény   |
| --- | -------------------- | ---------------- | -------- | ------------------- | --------- |
| 1.  | 2010. november 17.   | Szlovákia        | 3 – 2    | barátságos mérkőzés | 79'       |
| 2.  | 2011. február 10.    | Mexikó           | 0 – 2    | barátságos mérkőzés | 79'       |
| 3.  | 2011. június 7.      | Albánia          | 2 – 0    | Eb-selejtező        | 77'       |
| 4.  | 2011. augusztus 10.  | Görögország      | 0 – 0    | barátságos mérkőzés | 60'       |
| 5.  | 2011. november 15.   | Portugália       | 2 – 6    | Eb-pótselejtező     | 64'       |
| 6.  | 2012. augusztus 15.  | Wales            | 2 – 0    | barátságos mérkőzés | 62'       |
| 7.  | 2012. november 14.   | Algéria          | 1 – 0    | barátságos mérkőzés | 71' 76'   |
| 8.  | 2014. május 30.      | Elefántcsontpart | 2 – 1    | barátságos mérkőzés |           |
| 9.  | 2014. június 4.      | Mexikó           | 1 – 0    | barátságos mérkőzés | 20'       |
| 10. | 2014. június 16.     | Argentína        | 1 – 2    | vb-csoportkör       |           |
| 11. | 2014. június 22.     | Nigéria          | 0 – 1    | vb-csoportkör       |           |
| 12. | 2014. június 25.     | Irán             | 3 – 1    | vb-csoportkör       | 77'       |
| 13. | 2014. szeptember 4.  | Liechtenstein    | 3 – 0    | barátságos mérkőzés | 69'       |
| 14. | 2014. szeptember 9.  | Ciprus           | 1 – 2    | Eb-selejtező        |           |
| 15. | 2014. október 10.    | Wales            | 0 – 0    | Eb-selejtező        |           |
| 16. | 2014. október 13.    | Belgium          | 1 – 1    | Eb-selejtező        |           |
| 17. | 2014. november 16.   | Izrael           | 0 – 3    | Eb-selejtező        | 46'       |
| 18. | 2015. március 28.    | Andorra          | 3 – 0    | Eb-selejtező        |           |
| 19. | 2015. március 31.    | Ausztria         | 1 – 1    | barátságos mérkőzés | 46' 64'   |
| 20. | 2015. június 12.     | Izrael           | 3 – 1    | Eb-selejtező        |           |
| 21. | 2015. szeptember 3.  | Belgium          | 1 – 3    | Eb-selejtező        |           |
| 22. | 2015. szeptember 6.  | Andorra          | 3 – 0    | Eb-selejtező        | 63′       |
| 23. | 2015. november 16.   | Írország         | 0 – 2    | Eb-selejtező        | 46'       |
| 24. | 2016. március 25.    | Luxemburg        | 3 – 0    | barátságos mérkőzés | 67'       |
| 25. | 2016. március 29.    | Svájc            | 2 – 0    | barátságos mérkőzés |           |
| 26. | 2016. május 29.      | Spanyolország    | 1 – 3    | barátságos mérkőzés |           |
| 27. | 2017. június 9.      | Görögország      | 0 – 0    | vb-selejtező        | 77'       |
| 28. | 2017. október 7.     | Belgium          | 3 – 4    | vb-selejtező        | 16' 62'   |
| 29. | 2018. március 23.    | Bulgária         | 1 – 0    | barátságos mérkőzés | 84'       |
| 30. | 2018. március 27.    | Szenegál         | 0 – 0    | barátságos mérkőzés | 72'       |
| 31. | 2018. június 1.      | Dél-Korea        | 3 – 1    | barátságos mérkőzés |           |
| 32. | 2018. szeptember 8.  | Észak-Írország   | 2 – 1    | Nemzetek Ligája     |           |
| 33. | 2018. szeptember 11. | Ausztria         | 1 – 0    | Nemzetek Ligája     |           |
| 34. | 2018. október 15.    | Észak-Írország   | 2 – 0    | Nemzetek Ligája     | 84' 90'   |
| 35. | 2018. november 15.   | Ausztria         | 0 – 0    | Nemzetek Ligája     |           |
| 36. | 2018. november 18.   | Spanyolország    | 0 – 1    | barátságos mérkőzés |           |
| 37. | 2019. március 23.    | Örményország     | 2 – 1    | Eb-selejtező        |           |
| 38. | 2019. március 26.    | Görögország      | 2 – 2    | Eb-selejtező        |           |
| 39. | 2019. június 8.      | Finnország       | 0 – 2    | Eb-selejtező        | 79'       |
| 40. | 2019. június 11.     | Olaszország      | 1 – 2    | Eb-selejtező        | 43'       |
| 41. | 2019. szeptember 8.  | Örményország     | 2 – 4    | Eb-selejtező        | 45+1' 80' |
| 42. | 2019. november 15.   | Olaszország      | 0 – 3    | Eb-selejtező        | 61'       |
| 43. | 2019. november 18.   | Liechtenstein    | 3 – 0    | Eb-selejtező        | 65'       |
| 44. | 2020. szeptember 4.  | Olaszország      | 1 – 1    | Nemzetek Ligája     | 77'       |
| 45. | 2020. szeptember 7.  | Lengyelország    | 1 – 2    | Nemzetek Ligája     | 60'       |
| 46. | 2022. június 7.      | Románia          | 1 – 0    | Nemzetek Ligája     | 81'       |
| 47. | 2022. június 7.      | Montenegró       | 1 – 0    | Nemzetek Ligája     | 73'       |

## Sikerei, díjai
Ferencváros
- Magyar bajnok (3): 2021–22,[35][36] 2022–23,[37] 2023–24
- Magyar első osztály-bronzérmes (1): 2014
- Magyar kupagyőztes (1): 2022[38]
- Magyar kupa ezüstérmes (1): 2024[39]
- Magyar ligakupa-győztes (1): 2013

## Fordítás
- Ez a szócikk részben vagy egészben  a   Muhamed Bešić című angol Wikipédia-szócikk ezen változatának fordításán alapul.  Az eredeti cikk szerkesztőit annak laptörténete sorolja fel. Ez a jelzés csupán a megfogalmazás eredetét és a szerzői jogokat jelzi, nem szolgál a cikkben szereplő információk forrásmegjelöléseként.